# Publius Cornelius Rufinus (consul en -290)
Pour les articles homonymes, voir Cornelius Sulla.
Publius Cornelius Rufinus  fut consul romain deux fois, en 290 av. J.-C., puis à nouveau en 277 av. J.-C.
Il vainquit les Samnites lors de la troisième guerre Samnite ainsi que les Sabins et les Lucaniens ce qui lui valut les honneurs du triomphe.
Il fut dictateur à une date inconnue, probablement en 280 av. J.-C.
Selon Pline l'Ancien, il perdit la vue pendant le sommeil en rêvant à ses propres malheurs.

## Sources
- Smith, William, Dictionnaire de Biographie grecque et romaine et de Mythologie, v. 3, p. 664.